# Eugen Kürschner
Eugen Kürschner, geboren als Jenő Kürschner (geboren 12. Juni 1890 in Budapest, Österreich-Ungarn; gestorben 2. März 1939 vor Taormina, Sizilien, Italien) war ein ungarischer Filmproduktionsleiter und Aufnahmeleiter beim deutschen Film.

## Leben und Wirken
Kürschner hatte vier Semester Jura studiert und anschließend als Journalist gearbeitet. 1913 begann er seine Filmtätigkeit als Dramaturg und Aufnahmeleiter, von 1915 bis 1918 diente Kürschner in der k.u.k. Armee. Nach dem Ersten Weltkrieg kam er nach Deutschland, wo er anfänglich als Aufnahmeleiter, ab 1921 auch als Fabrikations- bzw. Produktionsleiter für diverse Berliner Filmgesellschaften arbeitete. Kürschner war unter anderem an zwei Henny-Porten-Filmen sowie 1927/28 an den drei ambitionierten Literaturadaptionen Die Hose, Therese Raquin (nach Émile Zolas Thérèse Raquin) und Der Biberpelz beteiligt.
Mit dem Machtantritt der Nationalsozialisten 1933 konnte Kürschner als Jude in Deutschland nicht mehr weiterarbeiten. Er kehrte zunächst nach Budapest zurück, ging dann über Wien nach Rom. Seine letzte filmische Tätigkeit lässt sich bei der im Dezember 1936 gedrehten italienischen Produktion E tornato carnevale nachweisen. Dort trat er unter dem Namen Eugenio Kerschner als technischer Berater und Produktionsleiter in Erscheinung. Die mittlerweile auch in Italien eingeführten, antijüdischen Rassengesetze führten dazu, dass im Herbst 1938 eine Anweisung erging, Kürschner müsse das Land verlassen. Vermutlich lebte er die folgenden Monate illegal in Italien, zuletzt auf Sizilien. Anfang März 1939 verübte Eugen Kürschner, gemeinsam mit seinem Bruder Arthur, seiner Mutter und seiner Schwester Renée Kürschner, die als Theater- und Stummfilmschauspielerin arbeitete, im Mittelmeer vor Taormina Selbstmord. Er hinterließ einen ergreifenden Abschiedsbrief.

## Filmografie
- 1921: Ihr schlechter Ruf
- 1921: Lotte Lore
- 1922: Der Graf von Essex
- 1923: Der Kaufmann von Venedig
- 1924: Prater
- 1924: Das goldene Kalb
- 1925: Die vertauschte Braut
- 1927: Prinz Louis Ferdinand
- 1927: Pique Dame
- 1927: Orient Express
- 1927: Die Hose
- 1927: Ramper, der Tiermensch
- 1927: Manege
- 1928: Frau Sorge
- 1928: Therese Raquin
- 1928: Der Biberpelz
- 1928: Die Heilige und ihr Narr
- 1928: Ritter der Nacht
- 1928: Zwei rote Rosen
- 1929: Fruchtbarkeit
- 1930: Das Donkosakenlied
- 1930: Boykott (Primanerehre) (auch Drehbuch)
- 1932: Die Gräfin von Monte Christo
- 1932: Ich will nicht wissen, wer du bist
- 1933: Heut’ kommt’s drauf an
- 1933: Der Liebesphotograph
- 1937: E tornato carnevale